# Zemský okres Rýn-Erft
Zemský okres Rýn-Erft (německy Rhein-Erft-Kreis) je zemský okres v německé spolkové zemi Severní Porýní-Vestfálsko, ve vládním obvodu Kolín nad Rýnem. Sídlem správy zemského okresu je město Bergheim. Má přibližně 470 tisíc obyvatel. 

## Města
1. Bedburg
2. Bergheim
3. Brühl
4. Elsdorf
5. Erftstadt
6. Frechen
7. Hürth
8. Kerpen
9. Pulheim
10. Wesseling